# Leslie Bassett
Pour les articles homonymes, voir Bassett.
Leslie Bassett, né le 22 janvier 1923 à Hanford (Californie) et mort le 4 février 2016 à Oakwood (Géorgie), est un compositeur américain, lauréat du Prix Pulitzer de musique en 1966.

## Biographie
Leslie Raymond Bassett naît le 22 janvier 1923 à Hanford (Californie),.
Il étudie le piano et joue dans des combos de jazz du trombone, instrument qu'il pratique également durant son service militaire au 13e Armored Division Band. Il entre ensuite au Collège de Fresno (Californie), où il obtient un Bachelor of Arts en 1947, puis étudie la composition avec Ross Lee Finney à l'Université du Michigan, où il est Master of Music (en) en 1949 puis Doctor of Music (en) en 1956.
Il travaille également avec Arthur Honegger et Nadia Boulanger à Paris, en 1950, se perfectionne avec Roberto Gerhard en 1960 et étudie la musique électronique avec Mario Davidovsky en 1964,.
En 1952, Leslie Basset commence à enseigner à l'Université du Michigan, où il devient professeur en 1965 puis président du département de composition en 1970. En 1977, il prend la chaire de musique Albert A. Stanley. Il est également membre fondateur du studio électronique de l'université et dirige le Contemporary Directions Performance Project jusqu'à sa retraite en 1991,.
Basset est lauréat du Prix de Rome américain en 1961-1963, du prix de l'Académie américaine des arts et des lettres en 1964 et remporte le prix Pulitzer de musique avec ses Variations pour orchestre (en) en 1966. Il est également boursier Guggenheim en 1973-1974 et 1980-1981, lauréat d'un prix d'enregistrement de la Fondation Naumburg pour son Sextuor pour piano et cordes (1974) et d'une bourse de la Fondation Rockefeller en 1988,.
En 1976, il est élu membre de l'Académie américaine des arts et des lettres,.
Comme compositeur, « il poursuit [dans sa musique] l'idéal de la logique structurelle au sein des limites impartiales de l'école moderne de composition, avec quelques éléments sériels que l'on discerne dans sa façon d'utiliser des rythmes thématiques et la périodicité des motifs ».
Leslie Bassett meurt le 4 février 2016 à Oakwood (Géorgie).

## Œuvres
Au catalogue de Leslie Bassett, figurent, outre de nombreuses pièces chorales, des mélodies, de la musique électronique et des pièces pour orgue et pour piano :

### Musique pour orchestre
- Suite en sol (création à Fresno le 3 décembre 1946) ;
- 5 Mouvements (1961 ; création à Rome le 5 juillet 1962) ;
- Variations pour orchestre (Rome, 6 juillet 1963 ; Philadelphie, 22 octobre 1965 ; prix Pulitzer en 1966) ;
- Colloquy (Fresno, 23 mai 1969) ;
- Forces (1972 ; Des Moines, 1er mai 1973) ;
- Echoes from an Invisible World (1974-1975 ; Philadelphie, 27 février 1976) ;
- Concerto pour 2 pianos et orchestre (1976 ; Midland, 30 avril 1977) ;
- Concerto lirico pour trombone et orchestre (1983 ; Toledo, 6 avril 1984) ;
- From a Source Evolving (1985 ; Midland, 1er novembre 1986).

### Musique pour harmonie et ensembles d'instruments à vent
- Designs, Images and Textures (1964 ; Ithaca, 28 avril 1965) ;
- Sounds, Shapes and Symbols (1977 ; Ann Arbor, 17 mars 1978) ;
- Concerto grosso (1982 ; Ann Arbor, 4 février 1983) ;
- Colors and Contours (1984).

### Musique de chambre
- 4 quatuors à cordes :
  - no 1 (1951) ;
  - no 2 (1957) ;
  - no 3 (1962) ;
  - no 4 (1978) ;
- Sonate pour cor et piano (1952) ;
- Trio pour alto, clarinette et piano (1953) ;
- Quintette pour 2 violons, alto, violoncelle et contrebasse (1954) ;
- Sonate pour alto et piano (1956) ;
- 5 Pièces pour quatuor à cordes (1957) ;
- Quintette à vent (1958) ;
- Sonate pour violon et piano (1959) ;
- Quintette pour 2 violons, alto, violoncelle et piano (1962) ;
- Nonet (1967) ;
- Music pour saxophone alto et piano (1968) ;
- Sextuor pour 2 violons, 2 altos, violoncelle et piano (1971) ;
- Sounds Remembered pour violon et piano (1972) ;
- Wind Music pour sextuor à vent (1975) ;
- Sextuor pour flûtes, clarinettes et cordes (1979) ;
- Trio pour violon, clarinette et piano (1980) ;
- Concerto da camera pour trompette et ensemble instrumental (1981) ;
- Dialogues pour hautbois et piano (1987) ;
- Duo-Inventions pour 2 violoncelles (1988).